# 기쁜소식 밝은세상
기쁜소식 밝은세상은 대한민국의 라디오 채널 Cpbc FM에서 방송되었던 라디오 프로그램이다.

## 역사
1990년 4월 15일 Cpbc FM이 개국하면서 첫방송되었으며, 원래는 1시간 방송이었으나, 2019년 6월 3일부터 20분 방송으로 단축되었다가, 2019년 11월 30일 방송을 마지막으로 29년만에 폐지되었다.

## 역대 방송시간
| 방송 채널 | 방송 기간                         | 방송 시간                       |
| --------- | --------------------------------- | ------------------------------- |
| Cpbc FM   | 1990년 4월 15일 ~ 2019년 6월 2일  | 매일 아침 5:00 ~ 아침 6:00      |
| Cpbc FM   | 2019년 6월 3일 ~ 2019년 11월 30일 | 월~토요일 아침 5:40 ~ 아침 6:00 |